# Antiphrase
 (juillet 2025).
Si vous disposez d'ouvrages ou d'articles de référence ou si vous connaissez des sites web de qualité traitant du thème abordé ici, merci de compléter l'article en donnant les références utiles à sa vérifiabilité et en les liant à la section « Notes et références ».
Ne doit pas être confondu avec Litote.
Une antiphrase est une figure de style qui consiste à employer, par ironie ou par euphémisme, un mot, une locution ou une phrase, dans un sens contraire à sa véritable signification.

## Exemples
- « C'est malin ! », pour signifier au contraire que c'est complètement idiot.
- « Cet honnête homme », pour exprimer que c'est un fripon.
- « C'est la vie de château, pourvu que cela dure ! », alors que les conditions de vie sont difficiles.
- « Bravo ! Continue comme ça ! Tu es sur la bonne voie ! », si celui qui la prononce n'en pense à l'évidence pas un mot.
- « C'est du propre », pour signifier que c'est sale.
- « Je ne vise personne », alors que l'on vise une personne en particulier.

## Définition

### Définition linguistique
L'antiphrase consiste à exprimer une phrase positive, mais à sous-entendre son contraire. « Figure par laquelle, par crainte, scrupule ou ironie, on emploie un mot, un nom propre, une phrase, une locution, avec l'intention d'exprimer le contraire de ce que l'on a dit » donne le Centre national de ressources textuelles et lexicales. La tournure de la proposition est souvent déterminante dans son interprétation. Le contexte également joue un grand rôle, de même qu'à l'oral l'intonation : l'expression « Quel temps magnifique ! » pour dire « Cette pluie m'agace » ne peut se comprendre que si l'interlocuteur sait que le temps est maussade.
Globalement, l'antiphrase fonctionne par substitution d'une forme syntaxique à une autre, conservée in petto.

### Définition stylistique
L'antiphrase a une parenté marquée avec une autre figure de l'ironie : l'euphémisme, qui consiste à atténuer une vérité et que l'on retrouve dans maintes expressions. La plus célèbre reste le nom donné aux divinités infernales, les Euménides :

« On y comparait, entre autres choses, les furies avec les sorcières, et on disait que les furies s'appelaient Euménides, c'est-à-dire douces et bienfaisantes, ce qui prouvait, ajoutait-on, qu'elles n'étaient que médiocrement difformes, par conséquent à peine grotesques. Il nous étonnait que l'auteur pût ignorer que l'antiphrase est au nombre des tropes, bien que Sanctius ne veuille pas l'admettre »

— Alfred de Musset, Lettres de Dupuis et Cotonet
L'antiphrase peut également confiner à la litote et ainsi flatter de manière hypocrite :
Sans mentir (…)

Vous êtes le phœnix des hôtes de ces bois
— Jean de La Fontaine, Fables, I, 2
Dans tous les cas ironiques, l'antiphrase suppose toujours une complicité du locuteur avec le lecteur, avec un tiers qui constate l'écart entre l'expression et la pensée. Dans le cas où l'expression exprime une pensée ou opinion contraire à celles que la phrase aurait naturellement on parle de contrevérité, néanmoins il s'agit d'une acceptation davantage rhétorique et dialogique.
Dans le langage oral, son emploi est très souvent péjoratif et dépréciatif : « Quel grand homme ! » pour décrire par exemple quelqu'un de petit en taille.
La condition de formation d'une antiphrase reste très liée à l'état d'esprit du locuteur : celui-ci doit vouloir exprimer de manière détournée et inverse ce qu'il pense et qui reste dissimulé à son interlocuteur.

### Genres concernés
Comme l'ironie, l'antiphrase se retrouve dans tous les genres littéraires.
Parfois elle peut donner lieu à des arrêts du narrateur pour élucider les pensées et discours d'un personnage, l'antiphrase permettant d'accéder à l'opinion du personnage, comme dans les psycho-récits :

« L'homme continua: Tu peux espérer que je vais bien la recevoir. Il insista sur le mot "bien", de manière à montrer qu'il fallait comprendre tout le contraire. En outre, comme beaucoup de gens de l'île, il employait "espérer" à la place de "présumer"- qui, dans le cas présent, signifiait plutôt "craindre" »

— Alain Robbe-Grillet, Le Voyeur

## Historique de la notion
Pour Henri Morier, suivant ainsi Quintilien, le terme d'antiphrase est synonyme de celui d'ironie, les deux figures n'en formant qu'une seule.

### Figures proches
- Figure « mère » : alliance de mots
- Figures « filles » : contrevérité
- Paronymes : aucun
- Synonymes : euphémisme, litote, ironie, antithèse, anticatastase
- Antonymes : aucun